# 二股ソケット
二股ソケット（ふたまたソケット）は、松下電気器具製作所創業当初のヒット製品の一つで、松下幸之助の代名詞である。家庭内に電気の供給口が電灯用ソケット一つしかなかった時代に、電灯と電化製品を同時に使用できるようにしたもの。亀の子束子、地下足袋（貼付式ゴム底足袋）とならび大正期の三大ヒット商品の一つ。
二股ソケットという用語は、松下電器から発売された製品の二灯用クラスター（にとうようクラスター）のことを主に指すが、松下電器創業第二号製品である二灯用差込みプラグ（にとうようさしこみプラグ）のことを指すこともある。本項ではそれらの松下電器から発売された二股ソケット群および松下電器創業期のもう一つのヒット製品、アタッチメント・プラグについても解説する。

電灯の三股ソケットからの配線で電気器具を使っている例（1950〜60年代）

## 概要
大正当時、多くの一般家庭は電力会社と「一戸一灯契約」という契約を結んでいた。「一戸一灯契約」とは、家庭内に電気の供給口を電灯用ソケット一つだけ設置し、電気使用料金を定額とする契約のことである。このため、当時電灯をつけているときには同時に電化製品を使用することができず、不便をこうむっていた。そこで登場したのが二股ソケットである。二股ソケットは、電気の供給口を二股にして、電灯と電化製品を両方同時に使用できるようにした、当時としては画期的な製品であった。この二股ソケットは松下が売り出す以前から東京と京都で販売されており、人気商品の一つであった。しかし、すでに販売されていた製品には改良の余地が多くあり、これに着目して他社製品より使いやすく壊れにくい製品を3割から5割程度安い価格で売り出したのが松下幸之助である。
パナソニックミュージアム 松下幸之助歴史館では「アイロンを使いたい姉と、本を読むために電灯をつけたい妹が口論をしている姿を町で目撃した松下幸之助が、姉妹同時にアイロンと電灯を使うことができるようにと二股ソケットを考案した」とするビデオが放映されており、このほかにも松下幸之助が二股ソケットを考案したとする経緯には、姉妹ではなく姉弟が口論していたところを松下幸之助が目撃したためとする説や、「ある店で電灯をつけたい人と電気ゴテをつけたい人が口論していた」ところを松下が目撃したためとする説や「松下が社員全員で相談していたところ二股にすればよいという案が出た」ためとする説があるものの、二股ソケットが松下によって考案されたとするのは誤解である。二股ソケットは松下が販売を開始するよりも前にアメリカで発売されており、日本でも明治時代からその模倣品が石渡電気などによって販売されていたと考えられている。

## 松下電器における二股ソケット

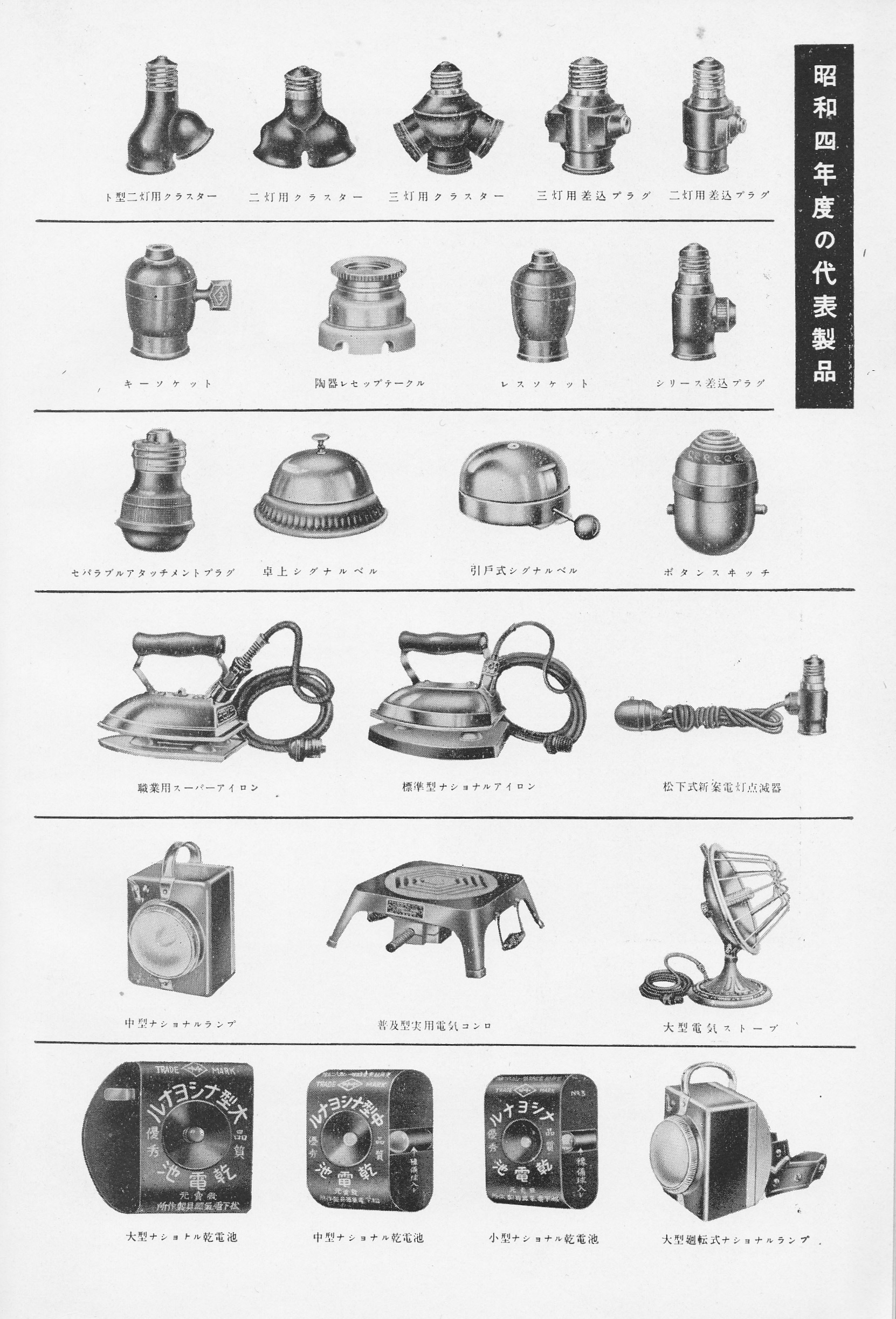
松下電器の1929年度（昭和4年度）の代表製品

### 販売の経緯
松下電気器具製作所は1918年（大正7年）3月に大阪市北区西野田大開町にて創業した。当初は川北電気から受注した扇風機の碍盤を製造していたが、同年アタッチメント・プラグを売り出す。アタッチメント・プラグはアタチンと通称され、天井の電気の供給口からコードを延長し、手元で電球などを使用するものである。このアタッチメント・プラグは、古電球の口金を再利用することなどにより、他社がすでに発売していたものよりも3割程度安く高性能なものであった。そのため、好評を博し、問屋から注文が予想以上に来ることとなった。
アタッチメント・プラグに続いて、松下電気器具製作所は二灯用差込みプラグを売り出す。当時他社から販売されていた二灯用差込みプラグを、さらに使いやすく、故障しにくいように改良し、他社製品よりも3割から5割程度安く売り出したため、売り上げはアタッチメント・プラグ以上のものとなった。発売後しばらくすると、大阪で問屋「吉田商店」を開いている吉田という男から、総代理店になり、親しい「川商店」に東京でも販売させたいという申し出を受ける。保証金と引き換えに吉田商店と総代理店契約を結んだ松下は、この保証金を元手に生産設備を拡張、工場に棚を吊り下げて、棚上、棚下両方で作業ができるようにした。工場を見に来た吉田はこの生産設備を「蒸気船の船室」にたとえている。
二灯用差込みプラグの販売が軌道に乗り始めた矢先、東京の各競合メーカーが製品を値下げする。このため総代理店の契約書に書かれていた販売責任数を守れるか否かが心配になった吉田は、契約の解除を強引に申し出た。保証金を月賦で返済するという条件でこの申し出を受け、販売網を失った松下は、その日のうちから大阪の各問屋へ出向いて取引を交渉し、また月に一度は必ず東京に行くことを決め、販売網を開拓していった。

### 製品群

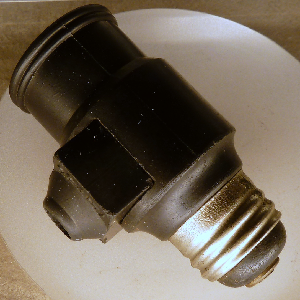
二灯用差込みプラグ

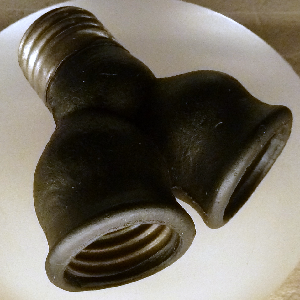
二灯用クラスター
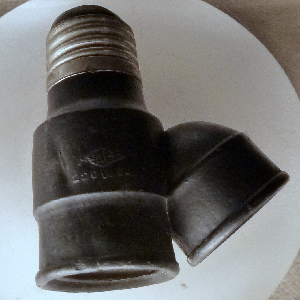
ト型二灯用クラスター

アタッチメント・プラグ
松下電気器具製作所の創業第一号製品。1918年（大正7年）発売。アイロンや電熱器など電化製品のプラグとして用いることで、電灯のソケットから受電する製品。

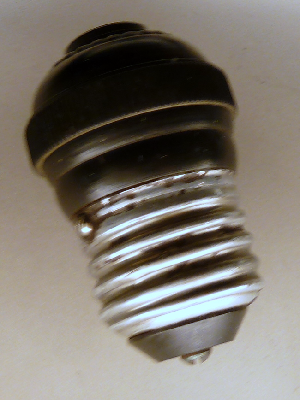
アタッチメント・プラグ

二灯用差込みプラグ
松下電気器具製作所の創業第二号製品。ソケットからの電気を二つに分け、一つを電灯用のソケットに、もう一つは電化製品などの電源ケーブルをネジ留めし接続する端子としたもの。ネジ留めされたケーブル接続は捻じ込むプラグとは違い半恒久的な接続であり、日常頻繁に付け外しする使途は想定していない。当時は電化製品の種類が少なく普及しておらず、分岐取り付けされたケーブルの先にはもっぱら電球ソケットが取り付けられ、手元灯や隣部屋などの追加灯として利用された。この利用方法は商品名にも現れており、「二灯」とは本来の天井灯と追加灯を指している。「二サシ」ともよばれる。
- 二灯用差込みプラグ

二灯用クラスター
ソケット一つからの電気を、二つの器具で使うことができるようソケットを二股に分けたもの。1920年（大正9年）発売。郷土史研究家の足代健二郎は、論文「“二股ソケット”とは何か」内で二灯用クラスターについて「一つは本来の電球、他の一つは前述のアタッチメント・プラグ使用を想定した製品だったのではないか」という説を提示している。左記の説を肯定するならば「二灯用差込みプラグ」の半恒久的なケーブルの端子留めを改良し、適宜付け外しできるようにした後継製品と言える。
- 二灯用クラスター
- ト型二灯用クラスター